# Закон и порядок: Специальный корпус (сезон 2)
Премьера второго сезона полицейского процедурала «Закон и порядок: Специальный корпус» состоялась 20 октября 2000 года на американском телеканале NBC; заключительная серия сезона вышла в эфир 11 мая 2001 года. В общей сложности, второй сезон состоял из двадцати одного эпизода.

## Актеры и персонажи

### Основной состав
- Кристофер Мелони — детектив Эллиот Стейблер
- Маришка Харгитей — детектив Оливия Бенсон
- Ричард Белзер — детектив Джон Манч
- Мишель Хёрд — детектив Моник Джеффрис (эпизоды 1, 7, 16)
- Стефани Марч — помощник окружного прокурора Александра Кэбот
- Айс Ти — детектив Фин Тутуола
- Дэнн Флорек — капитан Дон Крейген

## Эпизоды
| № общий | № в сезоне | Название                                   | Режиссёр             | Автор сценария                                                                                      | Дата премьеры   | Зрители в США (млн) |
| --- | ---------- | ------------------------------------------ | -------------------- | --------------------------------------------------------------------------------------------------- | --------------- | ------------------- |
| 23 | 1          | «Wrong Is Righ» «Торжество справедливости» | Тед Котчефф          | Джефф Экерл и Дэвид Джей Берк                                                                       | 20 октября 2000 | 13,4                |
| Комиссия недовольна результатами психологического теста и требует от Крейгена отстранения Стейблера и Джеффрис. В это время Стейблер с дочерью Марин проезжают мимо трупа мужчины, которого убили и подожгли гениталии. Марин начинает мучиться от кошмаров после увиденного. На замену Джеффрис приходит новый детектив из отдела по борьбе с наркотиками — Фин Тутуола.                       |            |                                            |                      | |                 |                     |
| 24 | 2          | «Honor» «Честь»                            | Алан Мецгер          | Джонатан Грин и Роберт Ф. Кэмпбелл                                                                  | 27 октября 2000 | 13,2                |
| Бенсон и Стейблер расследуют изнасилование неизвестной девушки, которую нашли в парке. В дело вмешивается афганская диаспора. Ошибка детективов приводит к убийству одного из свидетелей. |            |                                            |                      | |                 |                     |
| 25 | 3          | «Closure. Part II» «Завершение. Часть 2»   | Жан де Сегонзак      | Сценарий: Венди Уэст, Джудит Маккрири и Дэвид Джей Берк Сюжет: Венди Уэст                           | 3 ноября 2000   | 13,4                |
| Бенсон и Стейблер вновь сталкиваются с насильником, спрашивающего жертв: «Тебе так нравится?» Жертва прошлого изнасилования, Харпер, незаконно преследует подозреваемого. - Приглашенная звезда: Трэйси Поллан - Сюжет серии имеет предысторию в десятом эпизоде первого сезона под названием «Завершение»                                                                                      |            |                                            |                      | |                 |                     |
| 26 | 4          | «Legacy» «Тяжёлое детство»                 | Джуд Тейлор          | Джефф Экерл                                                                                         | 10 ноября 2000  | 13,4                |
| Бенсон и Стейблер расследуют нападение на маленькую девочку. Дело напоминает Манчу о тяжелом событии произошедшем в его детстве. |            |                                            |                      | |                 |                     |
| 27 | 5          | «Baby Killer» «Маленький убийца»           | Хуан Хосе Кампанелла | Лиза Мари Петерсен и Дон Денун                                                                      | 17 ноября 2000  | 12,8                |
| Бенсон и Стейблер расследуют убийство маленькой девочки. Её застрелил мальчик, который принес в школу пистолет. Детективы узнают что из пистолета ранее уже был застрелен человек. В это время Кэбот не знает, как предъявить обвинение ребёнку. - Приглашённая звезда: Сара Рамирес |            |                                            |                      | |                 |                     |
| 28 | 6          | «Noncompliance» «Несогласие»               | Элоди Кин            | Джудит Маккрири                                                                                     | 24 ноября 2000  | 15,3                |
| Бенсон и Стейблер расследуют двойное убийство — одна из жертв была изнасилована. Детективы сталкиваются со сложностями в праве и морали, когда пытаются обвинить в убийстве шизофреника, отказывающегося от приема лекарств. |            |                                            |                      | |                 |                     |
| 29 | 7          | «Asunder» «Несчастливый брак»              | Дэвид Платт          | Джудит Маккрири                                                                                     | 1 декабря 2000  | 15,4                |
| Бенсон и Стейблер расследуют изнасилование жены полицейского. |            |                                            |                      | |                 |                     |
| 30 | 8          | «Taken» «Подстава»                         | Майкл Филдс          | Дон Денун и Лиза Мари Петерсен                                                                      | 15 декабря 2000 | 14,3                |
| Во время торжественного открытия отеля изнасилована одна из гостей. Манч подозревает что в деле что-то не так, но правда открывается слишком поздно. |            |                                            |                      | |                 |                     |
| 31 | 9          | «Pixies» «Феи»                             | Жан де Сегонзак      | Сценарий: Трейси Стерн Сюжет: Клифтон Кэмпбелл, Джефф Экерл и Трейси Стерн                          | 12 января 2001  | 14,8                |
| Бенсон и Стейблер расследуют изнасилование и убийство молодой гимнастки. |            |                                            |                      | |                 |                     |
| 32 | 10         | «Consent» «Знак согласия»                  | Джеймс Куинн         | Джефф Экерл                                                                                         | 19 января 2001  | 13,6                |
| Бенсон и Стейблер расследуют изнасилование девушки из колледжа, произошедшее на вечеринке студенческого братства. - Приглашённая звезда: Мишель Монаган |            |                                            |                      | |                 |                     |
| 33 | 11         | «Abuse» «Жестокое обращение»               | Ричард Доббс         | Сценарий: Дон Денун и Лиза Мари Петерсен Сюжет: Гвендолин М. Паркер, Лиза Мари Петерсен и Дон Денун | 26 января 2001  | 15,2                |
| Бенсон и Стейблер расследуют смерть мальчика из семьи публичных людей. Бенсон обращает внимание на то, что жизнь сестры погибшего также находится в опасности. Бенсон принимает дело слишком близко к сердцу, что приводит к сложным последствиям. - Приглашенная звезда: Хейден Панеттьер |            |                                            |                      | |                 |                     |
| 34 | 12         | «Secrets» «Частная жизнь»                  | Артур У. Форни       | Сценарий: Роберт Ф. Кэмпбелл и Джонатан Грин Сюжет: Венди Уэст, Роберт Ф. Кэмпбелл и Джонатан Грин  | 2 февраля 2001  | 15,7                |
| Бенсон и Стейблер расследуют изнасилование и убийство школьной учительницы. У убитой очень хорошая репутация, но, как выясняется, она была просто одержима сексом. |            |                                            |                      | |                 |                     |
| 35 | 13         | «Victims» «Жертвы»                         | Константин Макрис    | Ник Кендрик                                                                                         | 9 февраля 2001  | 14,9                |
| Бенсон и Стейблер вызваны на расследование убийства педофила Томаса Марчека. Стейблер в ярости — преступление не носит сексуальный характер, и он в прошлом занимался жертвой Марчека, но Крейген заставляет его продолжить дело. Стейблер вынужден временно отойти от работы. - Приглашённая звезда: Эрик Робертс                                                                              |            |                                            |                      | |                 |                     |
| 36 | 14         | «Paranoia» «Паранойя»                      | Ричард Доббс         | Джонатан Грин и Роберт Ф. Кэмпбелл                                                                  | 16 февраля 2001 | 14,1                |
| Бенсон и Стейблер расследуют изнасилование сержанта полиции, которая в прошлом была наставником Оливии. Однако, вскоре жертва заявляет, что никакого изнасилования не было. |            |                                            |                      | |                 |                     |
| 37 | 15         | «Countdown» «Обратный отсчёт»              | Стив Шилл            | Дон Денун и Лиза Мари Петерсен                                                                      | 23 февраля 2001 | 15,6                |
| Детективы специального корпуса разыскивают маньяка, похищающего девочек и убивающего их через три дня после похищения. В заложниках у преступника находится девочка и детективы вынуждены работать несколько суток подряд. Оливии приходится отменить встречу с парнем, а Эллиот пропускает день рождения своих детей. Обстановка в спецкорпусе накаляется. - Приглашенная звезда: Андреа Боуэн |            |                                            |                      | |                 |                     |
| 38 | 16         | «Runaway» «Беглянка»                       | Ричард Доббс         | Ник Кендрик и Дэвид Джей Берк                                                                       | 2 марта 2001    | 14,6                |
| Детективы специального корпуса разыскивают дочь бывшего полицейского, друга Крейгена. Ошибки детективов и личная привязанность Дональда Крейгена приводит к необратимым последствиям. Детективы просят Монику Джеффрис, работающюю в отделе нравов помочь им. |            |                                            |                      | |                 |                     |
| 39 | 17         | «Folly» «Безумие»                          | Джуд Тейлор          | Тодд Робинсон                                                                                       | 23 марта 2001   | 14,3                |
| Бенсон и Стейблер разыскивают женщину нападающую на мужчин оказывающих секс-услуги. |            |                                            |                      | |                 |                     |
| 40 | 18         | «Manhunt» «Сезон охоты»                    | Стивен Вертимер      | Джефф Экерл                                                                                         | 20 апреля 2001  | 12,7                |
| Манч и Фин расследуют похищения, изнасилования и убийства, совершаемые маньяком на протяжении многих лет. Манч находится на грани нервного срыва из-за неудач в деле. |            |                                            |                      | |                 |                     |
| 41 | 19         | «Parasites» «Паразиты»                     | Дэвид Платт          | Мартин Вайсс                                                                                        | 27 апреля 2001  | 13,4                |
| Бенсон и Стейблер расследуют убийство женщины которую изнасиловали, задушили поводком для собак и закопали. В деле оказывается замешано румынское посольство. |            |                                            |                      | |                 |                     |
| 42 | 20         | «Pique» «Пикерист»                         | Стив Шилл            | Джудит Маккрири                                                                                     | 4 мая 2001      | 14,3                |
| Бенсон и Стейблер расследуют убийство беременной женщины, тело которой найдено на берегу Гудзона. Жертву изнасиловали и зарезали. Один из её бывших подчинённых обвиняет убитую в сексуальном преследовании. |            |                                            |                      | |                 |                     |
| 43 | 21         | «Scourge» «Кара»                           | Алекс Закржевски     | Сценарий: Роберт Ф. Кэмпбелл и Джонатан Грин Сюжет: Нил Бэр                                         | 11 мая 2001     | 15,1                |
| Бенсон и Стейблер расследуют серию убийств, совершаемые маньяком. Когда его арестовывают, встает вопрос о возможности его привлечения к ответственности, так как невменяемость преступника очевидна. - Приглашенная звезда: Карен Аллен |            |                                            |                      | |                 |                     |